# Gilbert Taylor
Gilbert „Gil“ Taylor (* 12. April 1914 in Bushey Heath, Hertfordshire, England; † 23. August 2013 auf der Isle of Wight) war ein britischer Kameramann.

## Leben
Nach sechs Jahren als Officer in der Royal Air Force wurde er Kameramann in den britischen Lancaster-Bombern und dokumentierte die Schäden, die durch die britischen Bombardierungen entstanden waren. In den 1930er und 1940er Jahren war er zudem im Filmgeschäft als Kameraassistent tätig. Ab 1947 war er als eigenständiger Kameramann aktiv.
Später wurde Taylor bekannt für seine Kameraarbeit, besonders für Filme wie Dr. Seltsam, oder wie ich lernte, die Bombe zu lieben (1963), A Hard Day’s Night (1964) und Krieg der Sterne (1977). Ein Regisseur, mit dem er mehrere Filme gemeinsam bearbeitete, war J. Lee Thompson, ein anderer Roman Polański. 1994 war er ein letztes Mal im Filmbereich tätig, in der Zeit danach war er noch länger für Werbespots als Kameramann tätig.
Für seine Arbeit an Krieg der Sterne erhielt er von der Academy of Science Fiction, Fantasy & Horror Films den Special Award. Die British Society of Cinematographers zeichnete ihn 2001 mit dem BSC Lifetime Achievement Award aus. Die American Society of Cinematographers ehrte ihn 2006 mit dem International Award.
Gilbert Taylor verstarb am 23. August 2013 im Alter von 99 Jahren.

## Filmografie (Auswahl)
- 1947: Brighton Rock – Regie: Roy Boulting
- 1950: Eine Stadt hält den Atem an (Seven Days to Noon)
- 1951: Die Stunde X (High Treason) – Regie: Roy Boulting
- 1952: Der gelbe Ballon (The Yellow Balloon) – Regie: J. Lee Thompson
- 1955: Hahn im Korb (As Long As They’re Happy) – Regie: J. Lee Thompson
- 1955: Josephine und die Männer (Josephine and Men) – Regie: Roy Boulting
- 1956: Umfange mich, Nacht (Yield to the Night) – Regie: J. Lee Thompson
- 1956: Wie herrlich, jung zu sein (It’s Great to Be Young) – Regie: Cyril Frankel
- 1957: Die Frau im Morgenrock (Woman in a dressing gown)
- 1958: Eiskalt in Alexandrien – Feuersturm über Afrika (Ice-Cold in Alex)
- 1959: Immer Ärger mit den Ladies (Operation Bullshine) – Regie: Gilbert Gunn
- 1959: Munter und lebendig (Alive and Kicking) – Regie: Cyril Frankel
- 1959: Straße ohne Zukunft (No Trees in the Street) – Regie: J. Lee Thompson
- 1959: Tommy, der Torero (Tommy the Toreador) – Regie: John Paddy Carstairs
- 1960: Der Rebell (The Rebel) – Regie: Robert Day
- 1960: Der unsichtbare Schatten (The Full Treatment) – Regie: Val Guest
- 1961: Twen-Hitparade (It’s Trad, Dad) – Regie: Richard Lester
- 1962: Das Netz (A Prize of Arms) – Regie: Cliff Owen
- 1963: Dr. Seltsam, oder wie ich lernte, die Bombe zu lieben (Dr. Strangelove or: How I Learned to Stop Worrying and Love the Bomb)
- 1964: Yeah! Yeah! Yeah! (A Hard Day’s Night)
- 1965: Ekel (Repulsion)
- 1965: Haus des Schreckens (The Theatre of Death) – Regie: Samuel Gallu
- 1965: Zwischenfall im Atlantik (The Bedford Incident)
- 1966: Wenn Katelbach kommt… (Cul-de-Sac)
- 1966–1969: Mit Schirm, Charme und Melone (The Avengers, Fernsehserie, 8 Folgen)
- 1966: …und Scotland Yard schweigt (The Man Outside)
- 1968: Auch Arbeit kann von Übel sein (Work Is a Four Letter Word) – Regie: Peter Hall
- 1968: Bevor der Winter kommt (Before Winter Comes) – Regie: J. Lee Thompson
- 1969: Randall & Hopkirk – Detektei mit Geist (Randall & Hopkirk (Deceased), Fernsehserie, 1 Folge)
- 1970: Quackser Fortune hat ’nen Vetter in der Bronx (Quackser Fortune Has a Cousin in the Bronx) – Regie: Waris Hussein
- 1971: Macbeth
- 1972: Frenzy
- 1973: Weiche Betten, harte Schlachten (Soft Beds, Hard Battles) – Regie: Roy Boulting
- 1976: Das Omen (The Omen)
- 1977: Krieg der Sterne (Star Wars)
- 1978: Gurdjieff – Begegnungen mit bemerkenswerten Menschen (Meetings with Remarkable Men) – Regie: Peter Brook
- 1979: Dracula
- 1979: Flucht nach Athena (Escape to Athena)
- 1980: Flash Gordon
- 1981: Die schwarze Mamba (Venom) – Regie: Piers Haggard
- 1983: Die Aufreißer von der Highschool (Losin’ It)
- 1984: Lassiter
- 1984: Rock Aliens (Voyage of the Rock Aliens)
- 1987: Das Schlafzimmerfenster (The Bedroom Window)
- 1994: Don’t Get Me Started – Regie: Arthur Ellis